# 画壁
《画壁》是香港导演陈嘉上根据古典名著《聊斋》中的第六篇同名故事改编而成，继2008年的《画皮》大获成功后执导的又一部中国魔幻片。由邓超、孙俪、郑爽和闫妮等领衔主演，中国大陆于2011年9月29日上映。

## 剧情简介
书生孝廉携书童后夏赴京赶考，路上遇到山贼孟龙潭，三人大打出手追逐间闯入一个古寺，经和尚劝说三人和解。三人发现古寺中的一幅壁画古怪——画中人宛若鲜活灵动，随后三人不觉间就进入“画壁”仙境。
画壁仙境是个只生活着一群美丽仙女没有男人的世界，她们各怀绝技并受仙境“姑姑”的强势领导。
三个人间男子的到来打乱了仙境的秩序，引发了一系列冲突，而在这个过程中爱情、友情、欲望和贪念等人性的各方面也不断得到考验。
最終，姑姑的相公，前來阻止姑姑繼續殺人，姑姑的相公，因為心繫著姑姑，而無法完成自己的心願——成佛，也希望姑姑能和他一同浪跡天涯。最後，姑姑施法天降甘霖讓所有仙女復活再生，也希望芍藥能代替她的職位，從此再也沒有男人進過仙境。

## 演员表
| 演员   | 角色     | 备注                                                                           | 粤配   |
| 邓超   | 朱孝廉   | 赴京趕考的書生，愛上了畫中仙女芍药。                                           | 鄧肇基 |
| 孙俪   | 芍药     | 仙女中的總管，外冷內熱，刻意把感情收藏。                                       |        |
| 闫妮   | 姑姑     | 仙界的主人，希望創造無悲國道。視芍药為其接任人。                               |        |
| 郑爽   | 牡丹     | 仙界中年紀最小的仙女，誤把朱孝廉帶入仙境，初嘗愛的感覺。                       |        |
| 謝楠   | 翠竹     | 與牡丹情同姊妹的仙女。和朱孝廉假扮夫妻，但戲假情真。                           |        |
| 包贝尔 | 後夏     | 朱孝廉的書僮，生性善良，原為雲梅出頭，最終愛上了雲梅。                         |        |
| 柳岩   | 雲梅     | 與石妖原為情侶，後為孟龍潭第一任妻室，受後夏感動，最後愛上後夏。               |        |
| 邹兆龙 | 孟龍潭   | 山中劫匪，娶多名仙女為妻，後被朱孝廉感動，改邪歸正。                           | 葉振聲 |
| 莫小棋 | 丁香     | 仙女中的大姐，姑姑眼中的賢妻，孟龍潭第二任妻室。                               |        |
| 蓝盈莹 | 海棠     | 仙女中的淑女，藍衣，孟龍潭妾室。                                               |        |
| 夏一瑶 | 雪蓮     | 仙女中的打女，紅衣，孟龍潭妾室。                                               |        |
| 包文婧 | 百合     | 貪吃仙女，藍衣，孟龍潭妾室。                                                   |        |
| 曾志伟 | 不動和尚 | 原是姑姑的愛人，但因修佛道而分手，最終重聚並一起離開仙界。                     | 原声   |
| 安志杰 | 武士     | 姑姑的下屬，貓頭鷹化身，仙界守護者。傾慕芍药而與姑姑反目，為愛葬身七重天火海。 | 楊耀泰 |

## 其他主创
- 编剧：陈嘉上、刘浩良、王思敏、谭广源
- 副导演／助理导演：高林豹
- 摄影指导：李屏宾
- 美术设计：何剑雄
- 服装设计：吴宝玲
- 动作指导：谷轩昭
- 录音：杜笃之
- 剪辑：陈祺合
- 音乐：藤原育郎
- 特技制作公司：Base FX

## 创作
影片拍摄于2010年7月至9月29日间。电影中的仙境是在四川省甘孜藏族自治州境内贡嘎山东坡的燕子沟景区拍摄的。

## 票房
中国内地收获1.85亿人民币。
| 上一届： 《白蛇传说》 | 2011年中国内地一周票房冠军 第41周 10月3日—10月9日 | 下一届： 《白蛇传说》 |

## 奖项
| 頒獎典禮                    | 獎項         | 名字 | 結果 |
| --------------------------- | ------------ | ---- | ---- |
| 第31屆香港電影金像獎        | 最佳服装设计 |      | 提名 |
| 第31屆香港電影金像獎        | 最佳视觉效果 |      | 提名 |
| 第31屆香港電影金像獎        | 最佳新演员   | 郑爽 | 提名 |
| 第7届香港电影导演会年度大奖 | 年度新晉演員 | 郑爽 | 金獎 |